# Tio (theion)
Tio (av grekiska theion: svavel) är ett prefix som inom kemin används om föreningar som formellt kan betraktas som att ha uppstått genom att en eller flera syreatomer i en viss grundstruktur har ersatts med svavelatomer.

## Exempel på tio-föreningar
- Tiocyan, rodan (SCN)2, en färglös instabil vätska med smältpunkt – 2 °C.
- Tiocyanater, rodanider, salter eller estrar av tiocyansyra, HSCN.
- Tiofen, en giftig, heteroaromatisk förening, i bland annat stenkolstjära.
- Tiofenol, fenylmerkaptan, C6H5SH, en aromatisk tiol.
- Tiofosforsyra, fosforsyra där en eller två syreatomer ersatts med svavel.
- Tioglykolsyra är en lättoxiderbar, illaluktande karboxylsyra.